# Spoorlijn Stadskanaal - Ter Apel Rijksgrens
De Spoorlijn Stadskanaal – Ter Apel Rijksgrens is de op 2 mei 1924 geopende spoorlijn die Stadskanaal met de rijksgrens bij Ter Apel verbond.

## Geschiedenis
De spoorlijn is aangelegd door de Groningsch-Drentsche Spoorwegmaatschappij Stadskanaal-Ter Apel-Rijksgrens (STAR) en was oorspronkelijk bedoeld om te worden verlengd aan de andere kant van de Rijksgrens in het Duitse Emsland. Dit is echter nooit gebeurd. Het baanvak Ter Apel – Ter Apel Rijksgrens werd daarom al twee jaar na de aanleg, op 15 mei 1926, gesloten en is daarmee een van de kortst gebruikte spoorlijnen van Nederland. Negen jaar later, op 15 mei 1935, werd ook het resterende deel gesloten voor alle verkeer.
Op 11 augustus 1941 kwam het goederenvervoer naar Musselkanaal en Ter Apel voor korte tijd weer op gang (tot 19 augustus 1942). Na de oorlog werd op 11 augustus 1946 het goederenverkeer hervat, maar dit bleek niet meer rendabel genoeg: in 1959 werd de STAR opgeheven en de lijn overgenomen door de NS. Op 28 mei 1972 werd het goederenvervoer tussen Musselkanaal en Ter Apel gestaakt en de lijn tussen Zandberg en Ter Apel gesloten. Op 27 mei 1990 werd ook het vervoer tussen Stadskanaal en Musselkanaal gestaakt.
Het lijngedeelte Zandberg (km 10.6) tot Ter Apel werd in 1978 opgebroken, Musselkanaal – Zandberg pas later.
In 1992 werd de Stichting Stadskanaal Rail (S·T·A·R) opgericht, met als doel van het resterende spoor tussen Veendam, Stadskanaal en Musselkanaal een museumlijn te maken. Sinds 1994 is de lijn tot Musselkanaal als toeristische museumlijn in gebruik. In 2003 zijn het spoor door ProRail en de grond erlangs door NS Vastgoed overgedragen aan de Stichting Stadskanaal Rail, die daarmee het beheer volledig in eigen hand heeft.
In 2006 en 2007 werd de lijn tot Musselkanaal volledig gesaneerd en gerenoveerd. Het spoor bleef berijdbaar tot aan de brug over de Valthermond in Musselkanaal, zo'n 700 meter voorbij het station. Direct na de brug is de overweg over de Kavelingen opgebroken en 200 meter verder houdt het spoor op (in 2009 is de oude spoorbrug omgebouwd tot een voetgangersbrug).
Begin oktober 2018 maakte de S·T·A·R bekend noodgedwongen te moeten stoppen met rijden tussen Nieuw-Buinen en Musselkanaal, dit omdat de bodem op dit deel van het traject hiervoor te slecht is geworden en er (nog) geen middelen voorhanden zijn om het spoor te renoveren. Er is wel subsidie aangevraagd om voorlopig met railfietsen over dit traject te gaan rijden. De laatste trein naar Musselkanaal reed op 28 oktober 2018. 

## Stations en gebouwen
- Stadskanaal: 1997, retrogebouw van Museumspoorlijn S·T·A·R op de plaats van het in 1979 gesloopte NOLS-station
- Stadskanaal Oost: geen (haltegebouw gesloopt 1985)
- Nieuw Buinen: geen (gesloopt 1990)
- Eerste Exloërmond: geen (gesloopt rond 1970)
- Musselkanaal: 2003, replica van het in 1985 gesloopte stationsgebouw Musselkanaal-Valthermond
- Zandberg: 1924, STAR, type STAR-klein (haltegebouw)
- Ter Apelkanaal-Vetstukkenmond: geen (gesloopt 1960)
- Ter Apel: geen (gesloopt 1990)
- Ter Apel Rijksgrens: geen (gesloopt 1984)

## Afbeeldingen

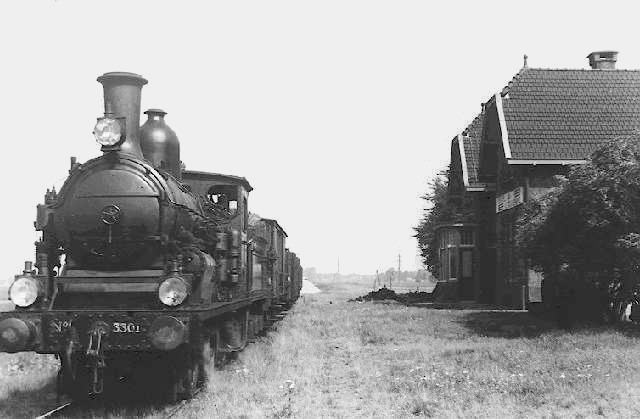
Station Ter Apelkanaal-Vetstukkenmond met loc van de NS-serie 3300; 1947
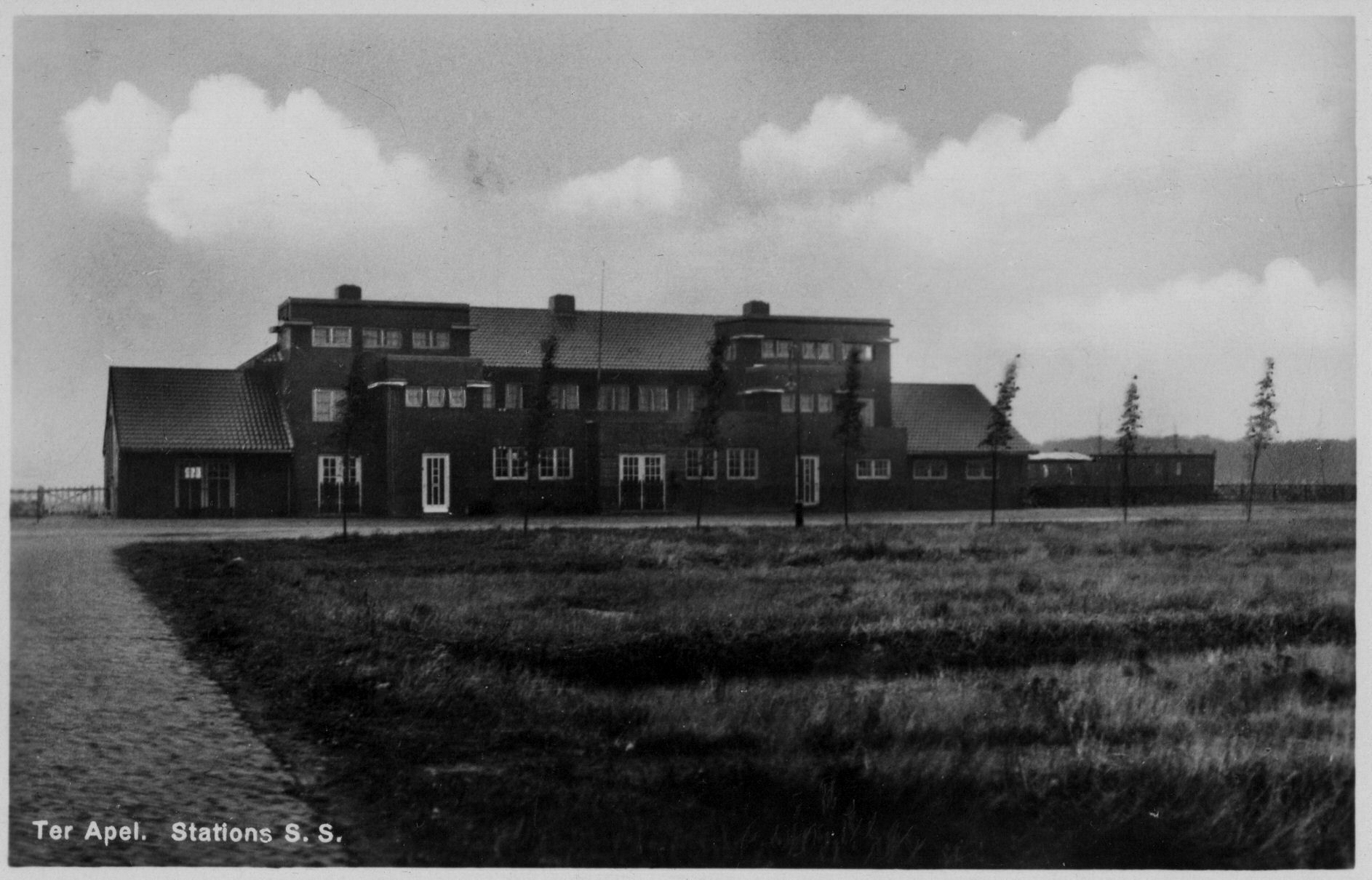
Station Ter Apel; jaren dertig.
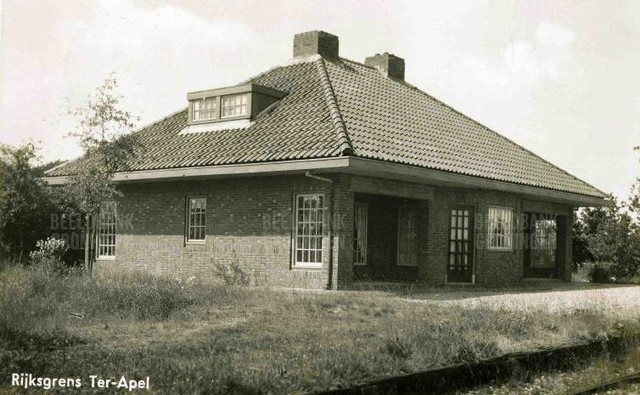
Station Ter Apel Rijksgrens.
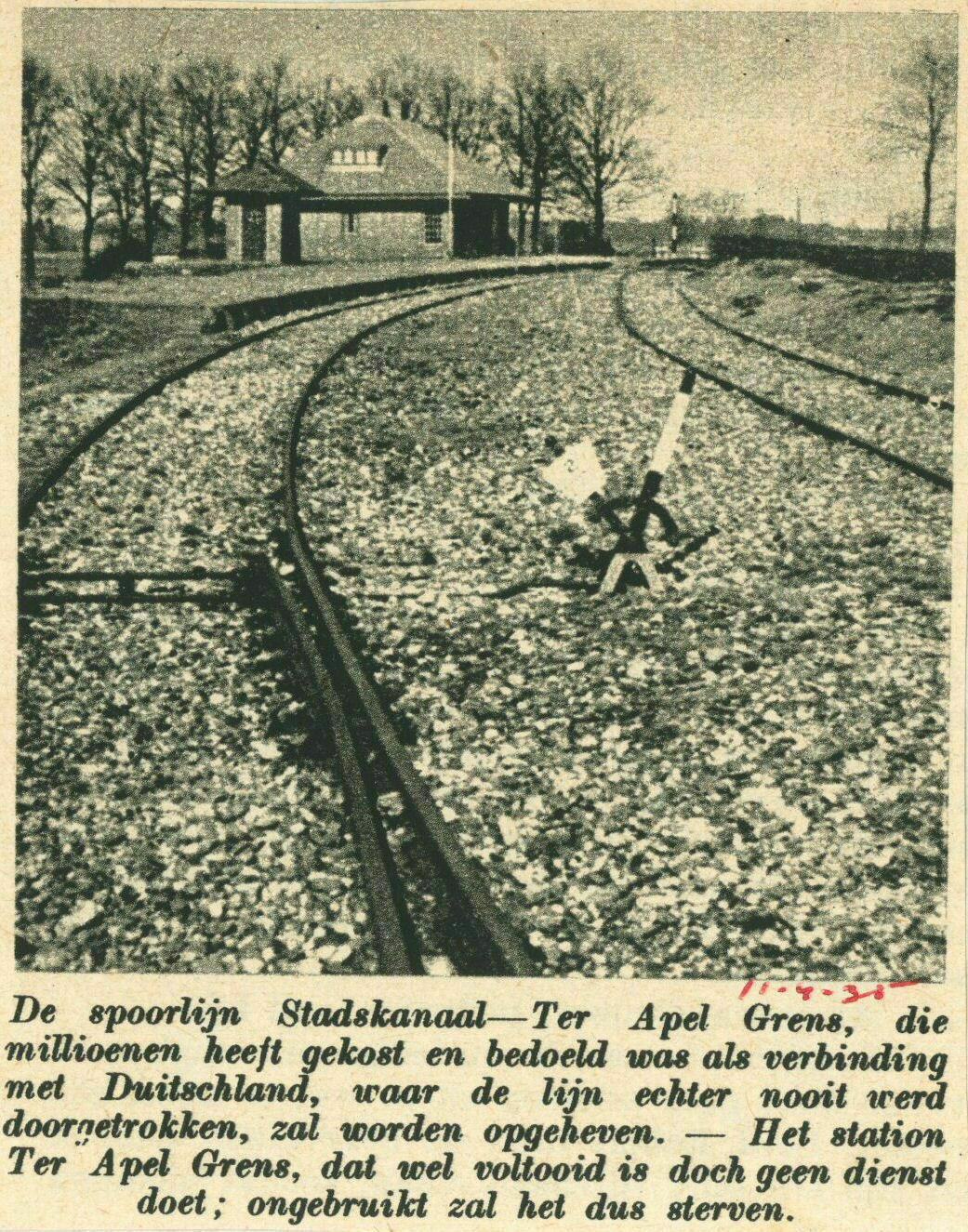
Gezicht op het emplacement van het station Ter Apel Rijksgrens te Barnflair. Op de achtergrond het stationsgebouw.
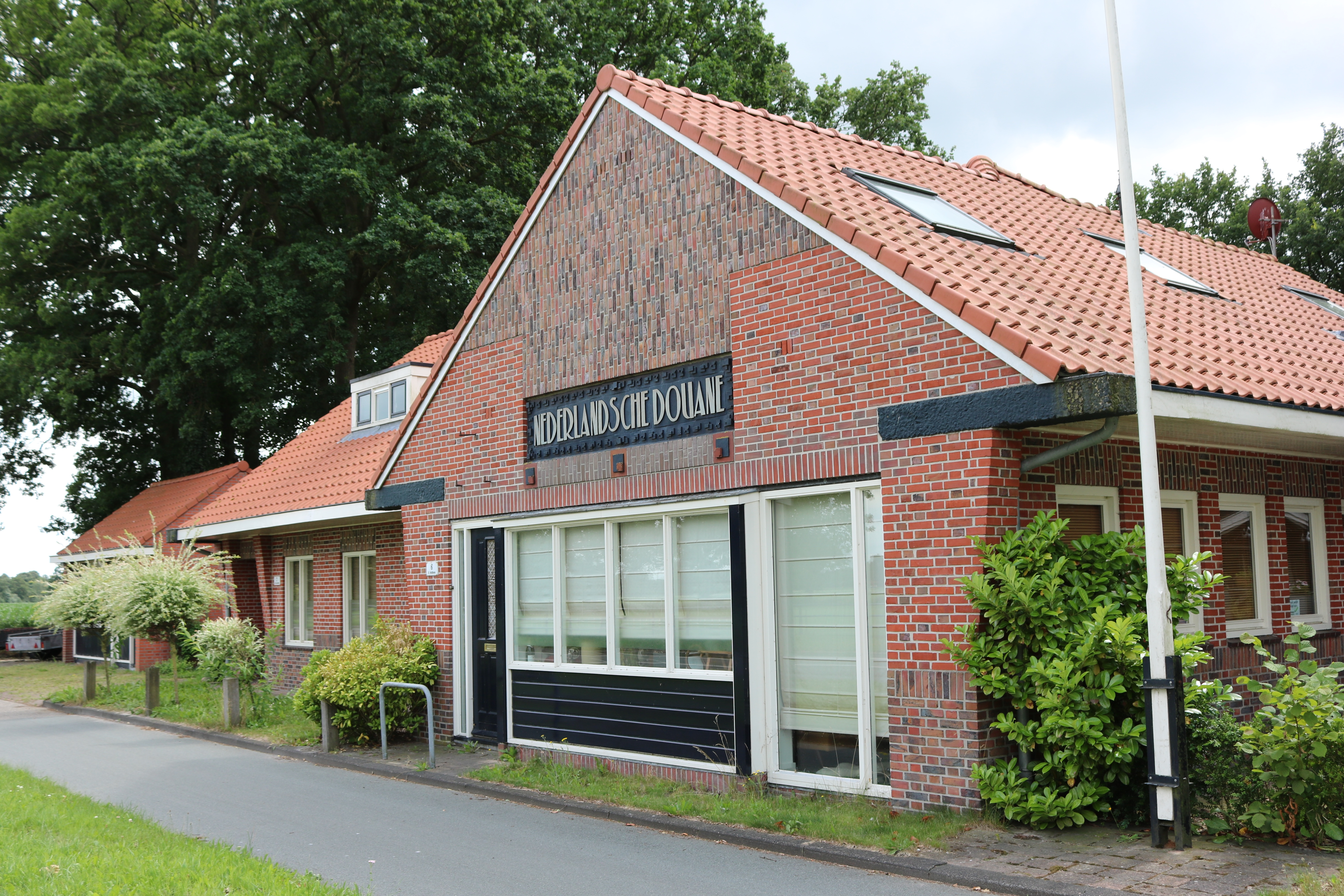
Voormalig douanegebouw Station Ter Apel Rijksgrens.
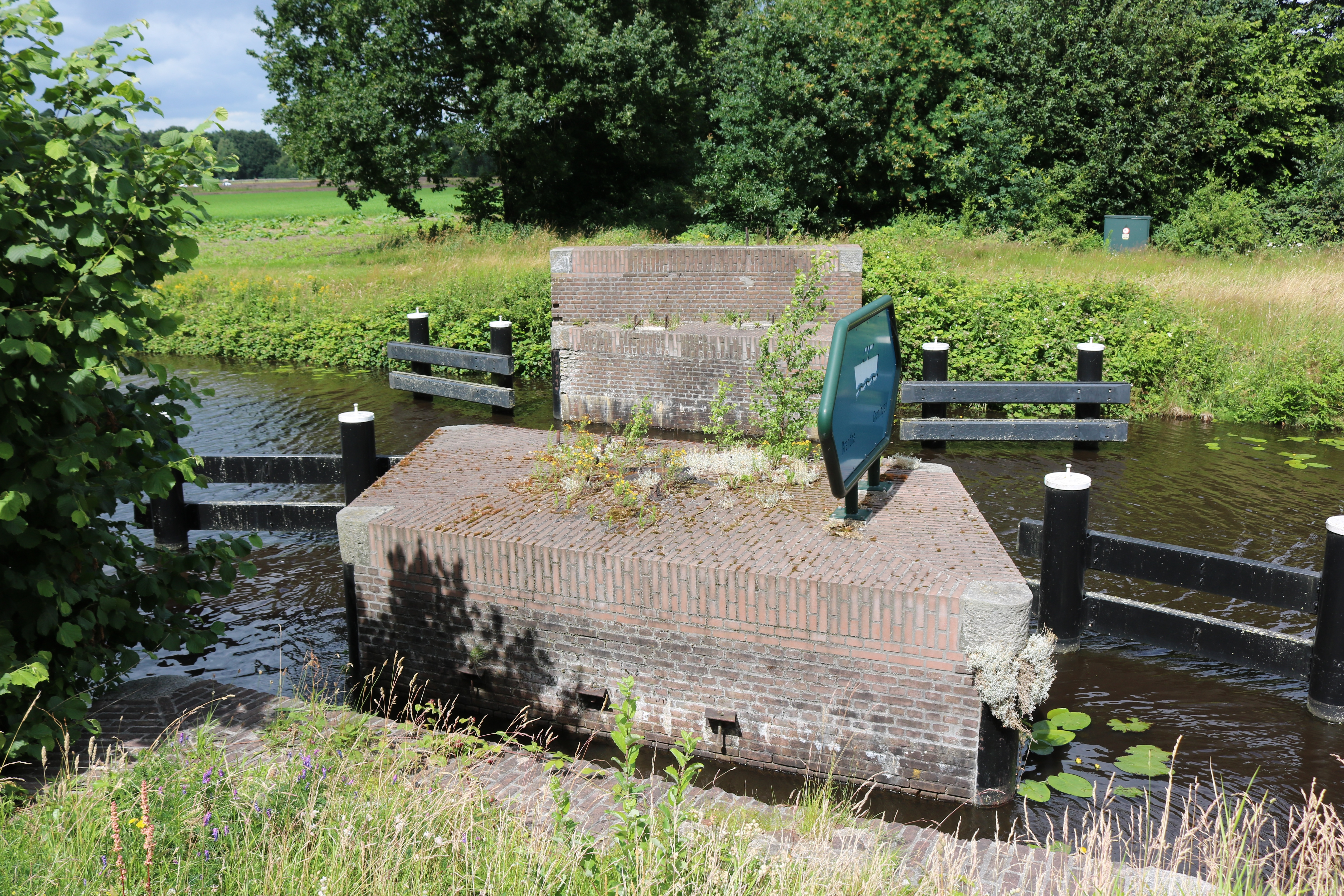
Station Ter Apel Rijksgrens, restant brug over het Haren-Ruitenbroekkanaal.
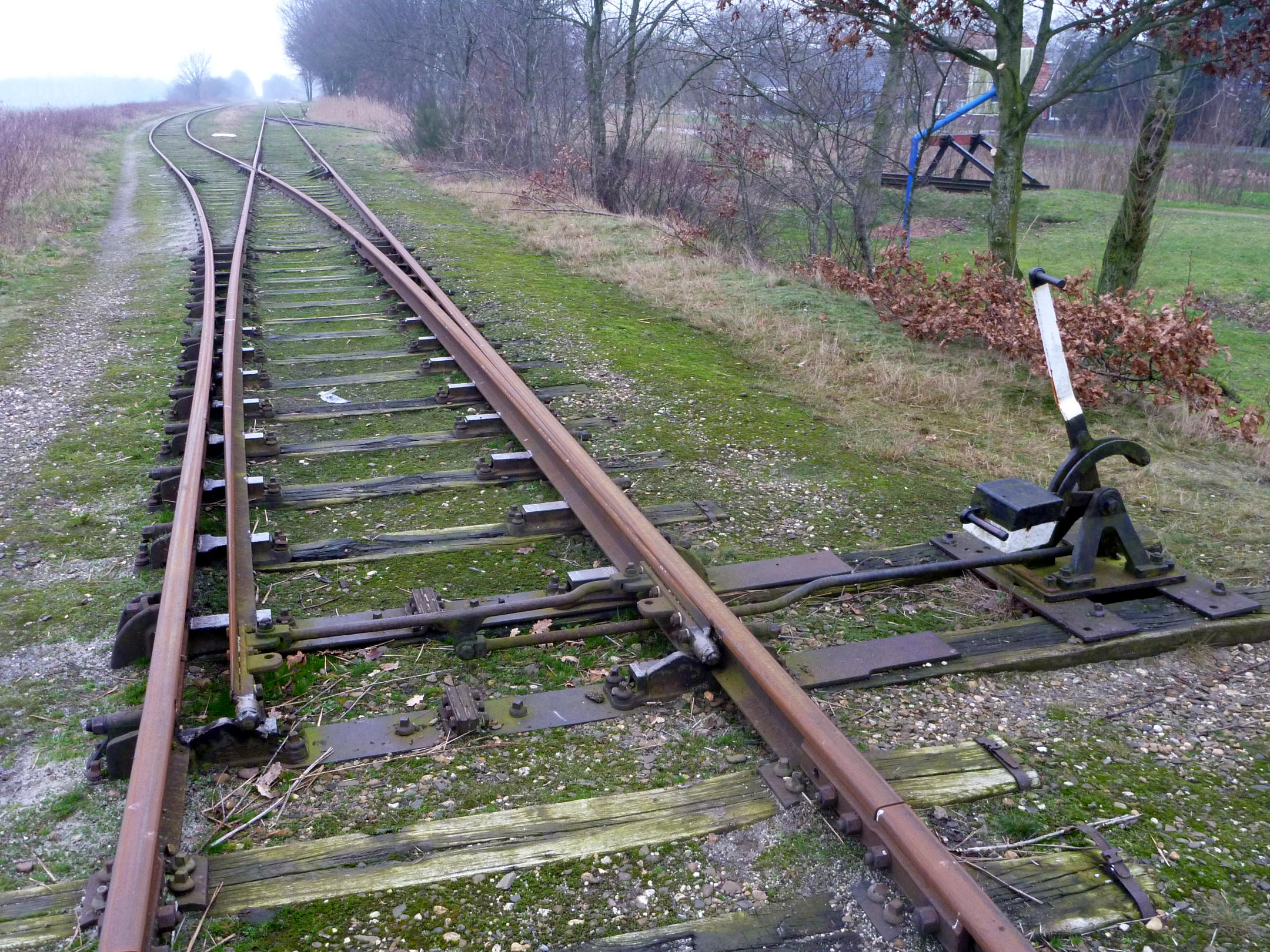
Een wissel bij Musselkanaal-Valthermond; 2014.
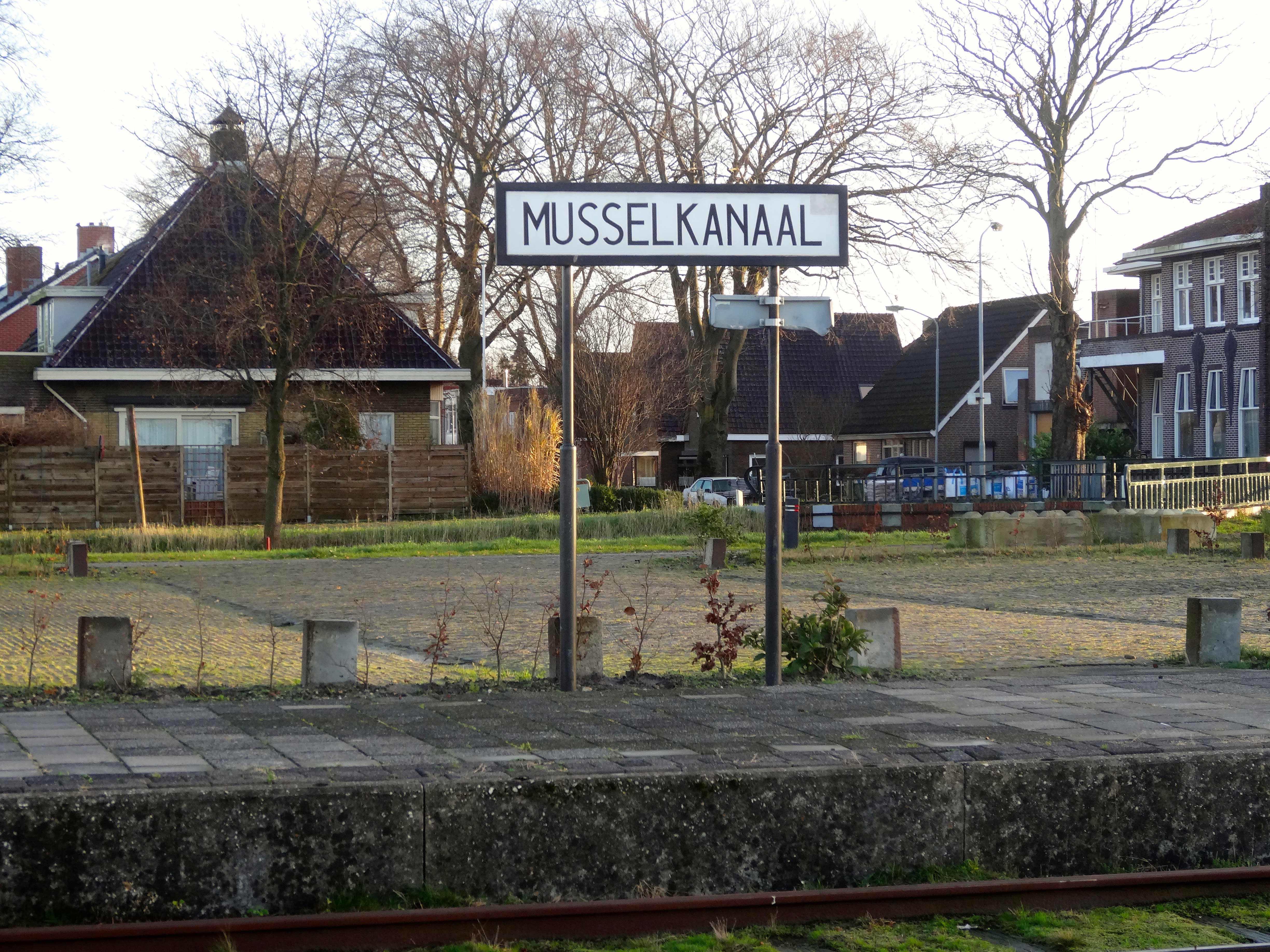
Halte Musselkanaal van de S·T·A·R; 2015.